# Kotomi Takahata
Kotomi Takahata (en japonés 高畑琴美, nació el 17 de noviembre de 1989) es una jugadora de tenis profesional japonesa. El 25 de octubre de 2010, llegó a su más alto ranking en WTA en individuales, en el cual fue la 562º del mundo. El 20 de junio de 2016, llegó a su más alto ranking en dobles, en el cual fue la número 128º del mundo.

## Vida profesional
Takahata nació en Hamamatsu, e hizo su debut en el cuadro principal de la WTA en el HP Open de 2011, donde recibió un wildcard en el evento de dobles con Shuko Aoyama. Aoyama y Takahata dieron pelea, pero perdieron con las cuartas sembradas Kimiko Date-Krumm y Zhang Shuai por 4-6, 7-6(7-2) , [8-10].
En el Japan Women's Open recibió un wildcard en el cuadro principal de dobles junto a Kyoka Okamura. Derrotaron a Misaki Doi y Elina Svitolina en la primera ronda, 6-3, 3-6 [10-8]. Perdieron contra Darija Jurak y Megan Moulton-Levy en los cuartos de final.
En el OEC Taipei WTA Challenger 2015 ganó el título de dobles, junto con Kanae Hisami. En la final derrotaron a la rusa Marina Melnikova y a la belga Elise Mertens, 6-1 y 6-2.

## Títulos WTA 125s
| Leyenda  | Individuales | Dobles |
| -------- | ------------ | ------ |
| WTA 125s | 0            | 2      |

### Dobles (2)
| N.º | Fecha                   | Torneos                   | Superficie | Pareja       | Oponentes                            | Resultado |
| --- | ----------------------- | ------------------------- | ---------- | ------------ | ------------------------------------ | --------- |
| 1.  | 21 de noviembre de 2015 | OEC Taipei WTA Challenger | Carpet (i) | Kanae Hisami | Marina Melnikova Elise Mertens       | 6–1, 6–2  |
| 2.  | 11 de noviembre de 2016 | Dalian                    | Dura       | Lee Ya-hsuan | Nicha Lertpitaksinchai Jessy Rompies | 6–2, 6–1  |